# Fels am Wagram
Pour les articles homonymes, voir Fels.
Fels am Wagram est une commune autrichienne du district de Tulln en Basse-Autriche.

## Jumelage
Le bourg de Fels am Wagram est jumelé avec :
- Fels (Luxembourg) depuis le 26 juillet 1997